# Front Centralny
Front Centralny (ros. Центральный фронт) – związek operacyjno-strategiczny Armii Czerwonej o kompetencjach administracyjnych i operacyjnych na zachodnim terytorium ZSRR, działający podczas wojny z Niemcami w czasie II wojny światowej.

## Formowania i walki
I formowanie
Sformowany 24.07.1941 z części sił Frontu Zachodniego. Dowódca Frontu generał pułkownik Fiodor Kuzniecow (do 7 sierpnia), później generał porucznik Michaił Jefriemow (do 25 sierpnia). Początkowy skład: 13 i 21 Armie ogólnowojskowe oraz Grupa Lotnictwa w sile 136 samolotów. Grupą dowodził gen. mjr Grigorij Worożejkin. Front rozwinął się na linii: Propojsk, Krzyczew, Siersza - przeciw siłom niemieckiej 2 Grupy Pancernej z Grupy Armii „Środek”. Po walkach obronnych wycofał się w kierunku Briańska. Rozwiązany 25 sierpnia 1941. Wojska frontu przekazano Frontowi Briańskiemu.
II formowanie
Ponownie sformowany 15 lutego 1943 na bazie rozformowanego Frontu Dońskiego. Po klęsce zgrupowania niemieckiego pod Stalingradem wojska frontu Centralnego zostały przegrupowane do rejonu na północ od Kurska. Dowódca frontu generał pułkownik Konstanty Rokossowski (od 28 kwietnia 1943 generał armii). Front rozwinął się na styku między frontami: Briańskim i Woroneskim, działał w kierunku na Briańsk. 12 marca w skład Frontu weszła część sił rozwiązanego Frontu Briańskiego. Front Centralny bronił linii: Nowosil, Briancewo, Siewsk, Rylsk. 
Uczestniczył w bitwie kurskiej (5 lipca - 23 sierpnia 1943) w czasie której dowództwo frontu tworzyli następujący oficerowie: dowódca Konstanty Rokossowski, szef sztabu Michaił Malinin, członkowie rady wojennej Konstantin Tielegin i M. Stachurski oraz szef zarządu politycznego S. Gaładżew. Brał też udział w walkach o wyzwolenie lewobrzeżnej Ukrainy (26 sierpnia - 16 października 1943) w wyniku czego wyszedł na linię: dolny bieg rz. Soż, Homel, Łojew, Czarnobyl, Tieremce i uchwycił przyczółki na Dnieprze. 1 października w skład Frontu weszła część ponownie rozwiązanego Frontu Briańskiego. 20 października 1943 przemianowany na Front Białoruski.
Jednostki wojsk pancernych z Frontu Centralnego oprócz sprzętu radzieckiego używały czołgów M4A2 Sherman, produkcji USA. W czołgi te wyposażony był 229 Pułk Pancerny z 48 Armii.

## Dowódcy frontu
- gen. płk Fiodor Kuzniecow[2]
- gen. płk Konstanty Rokossowski[5]

## Struktura organizacyjna
Skład początkowy: 
- 13 Armia,
- 21 Armia
- Grupa Lotnicza

w 1943 roku:
- 13 Armia
- 48 Armia
- 65 Armia
- 70 Armia
- 2 Armia Pancerna
- 16 Armia Lotnicza